# Speedway-Einzel-Weltmeisterschaft der Junioren

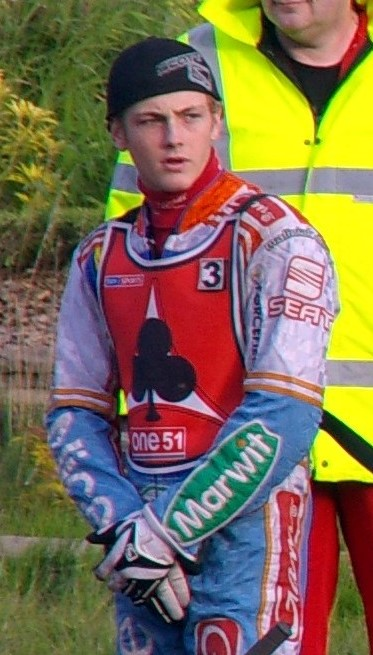
Amtierender U-21 Weltmeister Darcy Ward.

Die Speedway-Junioren-Weltmeisterschaften im Einzel, auch U-21 Weltmeisterschaften, sind ein jährlich stattfindender Speedway-Wettbewerb. Sie werden seit 1977 von der FIM durchgeführt. Von 1977 bis 1987 wurde der Wettbewerb als Europameisterschaft durchgeführt. An den Weltmeisterschaften dürfen nur Fahrer teilnehmen die höchstens 21 Jahre alt, aber mindestens 16 Jahre alt sind.
Amtierender Junioren Weltmeister ist der Australier Darcy Ward. Die beste Platzierung eines deutschen Fahrers erreichte Christian Hefenbrock 2006 mit der Bronzemedaille.

## Sieger

### Junioren-Europameisterschaften (1977–1987)
| Jahr | Ort          | Sieger           | Zweiter        | Dritter          |
| 1977 | Vojens       | Alf Busk         | Joe Owen       | Les Collins      |
| 1978 | Lonigo       | Finn Rune Jensen | Kevin Jolly    | Neil Middleditch |
| 1979 | Leningrad    | Ron Preston      | Airat Faizulin | Ari Koponen      |
| 1980 | Pocking      | Tommy Knudsen    | Tony Briggs    | Dennis Sigalos   |
| 1981 | Slaný        | Shawn Moran      | Antonín Kasper | Jiri Hrdinak     |
| 1982 | Pocking      | Antonín Kasper   | Mark Courtney  | Peter Ravn       |
| 1983 | Lonigo       | Steve Baker      | David Bargh    | Marvyn Cox       |
| 1984 | King’s Lynn  | Marvyn Cox       | Neil Evitts    | Steve Lucero     |
| 1985 | Abensberg    | Per Jonsson      | Jimmy Nilsen   | Ole Hansen       |
| 1986 | Rivne        | Igor Marko       | Tony Olsson    | Brian Karger     |
| 1987 | Zielona Góra | Gary Havelock    | Piotr Świst    | Sean Wilson      |

### Junioren-Weltmeisterschaft (ab 1988)
| Jahr | Ort                     | Sieger             | Zweiter             | Dritter              |
| 1988 | Slaný                   | Peter Nahlin       | Henrik Gustafsson   | Brian Karger         |
| 1989 | Lonigo                  | Gert Handberg      | Chris Louis         | Niklas Karlsson      |
| 1990 | Lwiw                    | Chris Louis        | Rene Aas            | Tony Rickardsson     |
| 1991 | Coventry                | Brian Andersen     | Morten Andersen     | Jason Lyons          |
| 1992 | Pfaffenhofen an der Ilm | Leigh Adams        | Mark Loram          | Joe Screen           |
| 1993 | Pardubice               | Joe Screen         | Mikael Karlsson     | Rune Holta           |
| 1994 | Elgane                  | Mikael Karlsson    | Rune Holta          | Jason Crump          |
| 1995 | Tampere                 | Jason Crump        | Daniel Andersson    | Ryan Sullivan        |
| 1996 | Olching                 | Piotr Protasiewicz | Ryan Sullivan       | Jesper Jensen        |
| 1997 | Mšeno                   | Jesper Jensen      | Rafał Dobrucki      | Scott Nicholls       |
| 1998 | Piła                    | Robert Dados       | Krzysztof Jabłoński | Matej Ferjan         |
| 1999 | Vojens                  | Lee Richardson     | Aleš Dryml          | Nigel Sadler         |
| 2000 | Gorzów Wlkp.            | Andreas Jonsson    | Krzysztof Cegielski | Jarosław Hampel      |
| 2001 | Peterborough            | Dawid Kujawa       | Lukáš Dryml         | Rafał Okoniewski     |
| 2002 | Slaný                   | Lukáš Dryml        | Krzysztof Kasprzak  | David Howe           |
| 2003 | Kumla                   | Jarosław Hampel    | Chris Harris        | Rafał Szombierski    |
| 2004 | Wrocław                 | Robert Miśkowiak   | Kenneth Bjerre      | Matej Žagar          |
| 2005 | Wiener Neustadt         | Krzysztof Kasprzak | Tomáš Suchánek      | Fredrik Lindgren     |
| 2006 | Terenzano               | Karol Ząbik        | Antonio Lindbäck    | Christian Hefenbrock |
| 2007 | Ostrów Wlkp.            | Emil Saifutdinov   | Chris Holder        | Paweł Hlib           |
| 2008 | Pardubice               | Emil Saifutdinov   | Chris Holder        | Jurica Pavlic        |
| 2009 | Goričan                 | Darcy Ward         | Jurica Pavlic       | Patrick Hougaard     |
| 2010 | Pardubice               | Darcy Ward         | Maciej Janowski     | Maksims Bogdanovs    |
| 2011 | Gniezno                 | Maciej Janowski    | Darcy Ward          | Przemyslaw Pawlicki  |
| 2012 | Bahía Blanca            | Michael J. Jensen  | Maciej Janowski     | Mikkel B. Jensen     |
| 2013 | Terenzano               | Patryk Dudek       | Piotr Pawlicki      | Kaspar Gomolski      |
| 2014 | Pardubice               | Piotr Pawlicki     | Kaspar Gomolski     | Mikkel Michelsen     |